# Tôn Bất Nhị
Tôn Bất Nhị (phồn thể:孫不二, giản thể:孙不二, 1119 - 1182), nguyên danh là Phú Xuân (富春), pháp danh là Bất Nhị (不二), bà là người Ninh Hải (nay là Mưu Bình, Sơn Đông) và là con gái của Tôn Trung Dực. Năm 1167, khi Vương Trùng Dương tới huyện Ninh Hải truyền đạo, bà cùng chồng là Mã Ngọc đã quy y. Bà là nữ đệ tử duy nhất của Vương Trùng Dương, người sáng lập Toàn Chân giáo, đạo hiệu là Thanh Tịnh tản nhân. Vì thế người ta còn gọi bà là Tôn Tiên Cô hay Tôn chân nhân. Cùng 6 vị sư huynh lập thành nhóm gọi là Toàn Chân thất tử. Bà là người sáng lập ra "Thanh Tịnh phái".
Nguyên Thế Tổ sau này phong bà là "Thanh Tĩnh Uyên Chân Thuận Đức Chân Nhân" (清靜淵真順德真人), đến thời Nguyên Vũ Tông phong thêm thành "Thanh Tịnh Uyên Trinh Huyền Hư Thuận Hóa Nguyên Quân" (清静淵貞玄虛順化元君).

## Tiểu thuyết hóa
Tôn Bất Nhị được Kim Dung đưa vào trong Xạ điêu anh hùng truyện và Thần điêu đại hiệp của mình. Ngoại hiệu của bà là Thanh Tịnh tản nhân, nữ đạo sĩ duy nhất trong Toàn Chân thất tử.
Tôn Bất Nhị trong tiểu thuyết Võ lâm ngũ bá có tên là Tôn Phượng Cô, đầu lĩnh của bọn hải tặc Hắc Phụng bang. Bà cùng với nhị trại chủ Đàm Thiên Thoại (chính là Trường Chân tử Đàm Xứ Đoan sau này) chiếm giữ cửa biển, hoành hành ngang dọc mà quan binh không thể làm gì được.
Về sau được Vương Trùng Dương cảnh tỉnh, Tôn Phượng Cô đã giải tán thuộc hạ, bỏ nghề thảo khấu, bái Vương Trùng Dương làm sư phụ. Bà mặc áo đạo bào thêu hình một bộ xương người, do ý của Vương Trùng Dương dạy "đời người ngắn ngủi, trong chớp mắt là trôi qua, biến thành xương khô nên phải tu tập chân tính theo về đại đạo".

## Thông tin thêm
Tôn Bất Nhị và Mã Ngọc có với nhau 3 đứa con. Thông tin về con của họ không được nhắc tới nhiều.

## Phim ảnh
- Anh hùng xạ điêu

Hồ Nhân Nhân (1976),
Trình Khả Vi (1983),
Văn Khiết Vân (1994),
Khâu Tư (2008),
Triệu Thông (2017).
- Thần điêu hiệp lữ